# Svenska New York-fruar
Svenska New York-fruar var en svensk dokumentärserie som hade premiär 20 september 2010 på TV3, som en spinoff till Svenska Hollywoodfruar. Serien bygger på samma princip där man följer fyra fruar som är uppvuxna i Sverige och som har flyttat till New York i USA. Premiärprogrammet sågs av 444 000 Svenskar.
Fruarna som följdes i serien var Gunilla Persson, Janique Svedberg, Madeleine Hult Elghanayan och Åsa Vesterlund.
Efter att ha visat de planerade fem avsnitten beslutade TV3 att inte förnya serien med en andra säsong.
Vinjetten producerades av lillasyster produktion